# American Basketball Association 1972/73
Die ABA-Saison 1972/73 war die sechste Spielzeit der American Basketball Association. Die Saison begann am 12. Oktober 1972. Am Spielbetrieb nahmen 10 Mannschaften teil. Jedes Team absolvierte 84 Spiele. Die vier Besten jeder Division qualifizierten sich für die Playoffs. Am 12. Mai 1973 endete die Saison mit der ABA Championship. Die Indiana Pacers besiegten in den Finalspielen die Kentucky Colonels und wurden damit zum dritten Mal Meister der ABA.

## Saisonnotizen
- Vor der Saison wurden die Pittsburgh Condors und The Floridians von der Liga aufgelöst und die Spieler mittels eines Drafts verteilt.
- Die San Diego Conquistadors waren das erste und einzige Expansion Team in der ABA.
- Nach einem Besitzerwechsel hießen die Memphis Pros nun Memphis Tams. Sie traten nun in der Eastern Division an.
- Die NBA-Teams gewannen 27 der 35 Freundschaftsspiele gegen ABA-Teams vor der Saison.
- Mel Daniels und Roger Brown von den Indiana Pacers waren die ersten Spieler, die 10.000 Punkte aufweisen konnten.
- Die Virginia Squires stellten mit 155 Punkten gegen die Denver Rockets einen Rekord für die meisten Punkte in einem Spiel auf. Dieser hatte aber nicht lange Bestand, da die Liga das Spiel annullierte und mit 2:0 für Virginia wertete, da der Trainer der Rockets, Alex Hannum, seine Spieler zur Halbzeit anwies, jeden Squire zu foulen, der versuchte zu werfen.
- Das ABA All-Star Game fand am 6. Februar 1973 in Salt Lake City, Utah statt.
- Julius Erving (Virginia) führte die Liga in Punkten an. (31,9 pro Spiel)

## Auszeichnungen
- ABA Most Valuable Player: Billy Cunningham (Carolina)
- ABA Rookie of the Year: Brian Taylor (New York)
- ABA Coach of the Year: Larry Brown (Carolina)
- ABA All-Star Game Most Valuable Player: Warren Jabali (Denver)
- ABA Executive of the Year: Carl Scheer, Carolina

### ABA All-League Team
| Pos | First Team                 | Second Team              |
| --- | -------------------------- | ------------------------ |
| F   | Billy Cunningham, Carolina | George McGinnis, Indiana |
| F   | Julius Erving, Virginia    | Dan Issel, Kentucky      |
| C   | Artis Gilmore, Kentucky    | Mel Daniels, Indiana     |
| G   | Jimmy Jones, Utah          | Ralph Simpson, Denver    |
| G   | Warren Jabali, Denver      | Mack Calvin, Carolina    |

## Endstände
S = Siege, N = Niederlagen, PCT = prozentualer Sieganteil, P = Rückstand auf Divisionsführenden
In Klammern sind die Platzierungen in den Setzlisten der jeweiligen Division-Playoffs aufgeführt.
| Eastern Division |                             |    |    |      |    |
| #                | Team                        | S  | N  | PCT  | P  |
| 1                | Carolina Cougars (1)        | 57 | 27 | .679 | -  |
| 2                | Kentucky Colonels (2)       | 56 | 28 | .667 | 1  |
| 3                | Virginia Squires (3)        | 42 | 42 | .500 | 15 |
| 4                | New York Nets (4)           | 30 | 54 | .357 | 27 |
| 5                | Memphis Tams                | 24 | 60 | .286 | 33 |
| Western Division |                             |    |    |      |    |
| #                | Team                        | S  | N  | PCT  | P  |
| 1                | Utah Stars (1)              | 55 | 29 | .655 | -  |
| 2                | Indiana Pacers (2)          | 51 | 33 | .607 | 4  |
| 3                | Denver Rockets (3)          | 47 | 37 | .560 | 8  |
| 4                | San Diego Conquistadors (4) | 30 | 54 | .357 | 25 |
| 5                | Dallas Chaparrals           | 28 | 56 | .333 | 27 |

## Playoffs 1973
Die Play-off-Runden wurden im Best-of-Seven-Format ausgetragen.

| Division Semifinal | Division Semifinal | Division Semifinal |    |                         | Division Final | Division Final | Division Final |  |  | ABA Championship | ABA Championship | ABA Championship |
|                    |                    |                    |    |                         |                |                |                |  |  |                  |                  |                  |
| E1                 | Carolina Cougars   | 4                  |    |                         |                |                |                |  |  |                  |                  |                  |
| E4                 | New York Nets      | 1                  |    |                         |                |                |                |  |  |                  |                  |                  |
| E4                 | New York Nets      | 1                  | E1 | Carolina Cougars        | 3              |                |                |  |  |                  |                  |                  |
|                    |                    |                    | E1 | Carolina Cougars        | 3              |                |                |  |  |                  |                  |                  |
|                    | E2                 | Kentucky Colonels  | 4  |                         |                |                |                |  |  |                  |                  |                  |
| E3                 | E2                 | Kentucky Colonels  | 4  | Virginia Squires        | 1              |                |                |  |  |                  |                  |                  |
| E3                 |                    |                    |    | Virginia Squires        | 1              |                |                |  |  |                  |                  |                  |
| E2                 | Kentucky Colonels  | 4                  |    |                         |                |                |                |  |  |                  |                  |                  |
| E2                 | Kentucky Colonels  | 4                  | E2 | Kentucky Colonels       | 3              |                |                |  |  |                  |                  |                  |
|                    |                    |                    |    | Kentucky Colonels       | 3              |                |                |  |  |                  |                  |                  |
|                    | W2                 | Indiana Pacers     | 4  |                         |                |                |                |  |  |                  |                  |                  |
| W2                 | W2                 | Indiana Pacers     | 4  | Indiana Pacers          | 4              |                |                |  |  |                  |                  |                  |
| W2                 |                    |                    |    | Indiana Pacers          | 4              |                |                |  |  |                  |                  |                  |
| W3                 | Denver Rockets     | 1                  |    |                         |                |                |                |  |  |                  |                  |                  |
| W3                 | Denver Rockets     | 1                  | W2 | Indiana Pacers          | 4              |                |                |  |  |                  |                  |                  |
|                    |                    |                    | W2 | Indiana Pacers          | 4              |                |                |  |  |                  |                  |                  |
|                    | W1                 | Utah Stars         | 2  |                         |                |                |                |  |  |                  |                  |                  |
| W4                 | W1                 | Utah Stars         | 2  | San Diego Conquistadors | 0              |                |                |  |  |                  |                  |                  |
| W4                 |                    |                    |    | San Diego Conquistadors | 0              |                |                |  |  |                  |                  |                  |
| W1                 | Utah Stars         | 4                  |    |                         |                |                |                |  |  |                  |                  |                  |

### ABA Finals 1973
| Spiel | Datum     | Heimteam | Auswärtsteam | Ergebnis     | Stand |
| ----- | --------- | -------- | ------------ | ------------ | ----- |
| 1     | 28. April | Kentucky | Indiana      | 107:111 (nV) | 0:1   |
| 2     | 30. April | Kentucky | Indiana      | 114:102      | 1:1   |
| 3     | 3. Mai    | Indiana  | Kentucky     | 88:92        | 1:2   |
| 4     | 5. Mai    | Indiana  | Kentucky     | 90:86        | 2:2   |
| 5     | 8. Mai    | Kentucky | Indiana      | 86:89        | 2:3   |
| 6     | 10. Mai   | Indiana  | Kentucky     | 93:109       | 3:3   |
| 7     | 12. Mai   | Kentucky | Indiana      | 81:88        | 3:4   |

- George McGinnis von den Indiana Pacers wurde zum Most Valuable Player der ABA Finals ernannt.
- Die Indiana Pacers konnten als erstes Team der ABA ihren Titel verteidigen.